# Espace UMD
 (avril 2023).
Le contenu est difficilement compréhensible vu les erreurs de traduction, qui sont peut-être dues à l'utilisation d'un logiciel de traduction automatique.
En analyse fonctionnelle et calcul stochastique, un espace UMD (en anglais : unconditional martingal difference space) est un espace de Banach dans lequel toutes les séquences de différence de martingale de toute martingale finie sont des séries converge inconditionnellement. De tels espaces ont bon nombre des bonnes propriétés d'un espace de Hilbert, et les séquences de différence de martingale partagent les propriétés des séquences orthogonales. On dit que les espaces de Banach ont la propriété UMD s'ils sont des espaces UMD.

## Description
Bien que l'espace UMD ait une définition probabiliste, la propriété UMD s'avère être équivalente à certaines propriétés analytiques, comme le fait que la transformation de Hilbert est restreinte à {\displaystyle L^{p}}.
Pour définir la notion d'espace UMD, on introduit d'abord l'espace UMDp pour un certain {\displaystyle p\in (1,\infty )} . Un résultat profond de Maurey et Pisier dit alors qu'un espace de Banach qui est un espace UMDp pour un {\displaystyle p} donné est aussi un espace UMD{\displaystyle _{q}} pour tous les autres {\displaystyle q\in (1,\infty )}. On ne parle donc souvent que d'espaces UMD.
À l'aide des espaces UMD, l'isométrie d'Itō peut être étendue aux espaces de Banach et par conséquent une théorie de l'intégration stochastique par rapport à un mouvement brownien pour les variables aléatoires sur un espace de Banach,.
Soient {\displaystyle (\Omega ,{\mathcal {F}},P)} un espace de probabilité avec filtration {\displaystyle \mathbb {F} } et {\displaystyle (E,\|\cdot \|_{E})} un espace de Banach. Par {\displaystyle X\in L^{p}(\Omega ,E)} nous entendons {\displaystyle \mathbb {E} [\|X\|_{E}^{p}]<\infty }.

### Concepts de base
- Une série {\displaystyle \sum _{n=1}^{\infty }x_{n}} est appelée inconditionnellement convergente, si pour chaque suite {\displaystyle \left(\varepsilon _{n}\right)_{n=1}^{\infty }} avec {\displaystyle \varepsilon _{n}\in \{-1,+1\},} la série

{\displaystyle \sum _{n=1}^{\infty }\varepsilon _{n}x_{n}}
converge.
- Soit {\displaystyle (M_{n})_{n\in N}} une martingale à valeurs en {\displaystyle E} et {\displaystyle \mathbb {F} }-adapté. {\displaystyle (M_{n})_{n\in N}} est une {\displaystyle L^{p}}-martingale si {\displaystyle M_{n}\in L^{p}(\Omega ,E)} pour tout {\displaystyle n}, cela signifie

{\displaystyle \max \limits _{n\in \mathbb {N} }\mathbb {E} \left[\|M_{n}\|_{E}^{p}\right]<\infty }.
- Pour une martingale {\displaystyle (M_{n})_{n\in N}} la suite de différence de martingale {\displaystyle (dM_{n})_{n\in \mathbb {N} }} est définie comme

{\displaystyle dM_{n}:=M_{n}-M_{n-1}}
avec {\displaystyle M_{0}=0}. Si {\displaystyle (M_{n})_{n\in \mathbb {N} }} est une {\displaystyle L^{p}}-martingale, alors {\displaystyle (dM_{n})_{n\in N}} est appelé une « suite de différence de {\displaystyle L^{p}}-martingale ».

### Définition
Soit {\displaystyle (\varepsilon _{n})_{n\in \mathbb {N} }} une suite avec {\displaystyle \varepsilon _{n}\in \{-1,1\}} pour tout {\displaystyle n\in \mathbb {N} }.
Un espace de Banach {\displaystyle E} est un UMDp-espace si pour un certain {\displaystyle p\in (1,\infty )} et une constante {\displaystyle \beta }, il existe telle que pour toutes les suites de différence de {\displaystyle L^{p}}-martingales {\displaystyle (dM_{n})_{n=1}^{N}} à valeurs en {\displaystyle E} avec {\displaystyle N\in \mathbb {N} } et tout {\displaystyle (\varepsilon _{n})_{n\in \mathbb {N} }} l'inégalité suivante tient
{\displaystyle \mathbb {E} \left[\left\|\sum \limits _{n=1}^{N}\varepsilon _{n}dM_{n}\right\|_{E}^{p}\right]\leq \beta ^{p}\mathbb {E} \left[\left\|\sum \limits _{n=1}^{N}dM_{n}\right\|_{E}^{p}\right].}

### p-indépendance
Si {\displaystyle X} est un espace UMDp pour un {\displaystyle p\in (1,\infty )}, alors {\displaystyle X} également un espace UMDq pour tout {\displaystyle q\in (1,\infty )}.

### Propriétés
- Tous les espaces UMD sont des réflexifs. Ils sont même super-réflexifs.
- Tous les espaces UMD sont K-convexes.

#### Relation avec les opérateurs intégraux singuliers
Une caractérisation purement analytique des espaces UMD via la transformation de Hilbert vient de Donald Burkholder et Bourgain. Soit {\displaystyle E} un espace UMD arbitraire et {\displaystyle \mathbb {T} } le tore. Ensuite, ils ont prouvé que les espaces UMDp sont précisément les espaces sur lesquels :
- La transformation de Hilbert est bornée à {\displaystyle L^{p}(\mathbb {R} ,E)} ;
- La projection de Riesz est bornée à {\displaystyle L^{p}(\mathbb {T} ,E)} ;

Et donc elles sont aussi bornées pour tout {\displaystyle p\in (1,\infty )}.

## Exemples
Les espaces suivantes, entre autres, des espaces UMD :
- Tous les espaces de dimension finie ;
- Tous les espaces de Hilbert ;
- Les espaces {\displaystyle L^{p}} pour {\displaystyle 1<p<\infty } ;
- Les espaces de Sobolev pour {\displaystyle 1<p<\infty } ;
- Les classes de Schatten pour {\displaystyle 1<p<\infty } ;
- Espaces de Besov réflexif ;
- Espaces de Birnbaum-Orlicz réflexif.

### Espaces sans propriété UMD
- Tous les espaces non réflexifs ({\displaystyle L^{1}(S)}, {\displaystyle C(S)} etc. pour un espace σ-fini {\displaystyle (S,\Sigma ,\mu )})